# Karl Franz Dörner
Karl Franz Dörner (* 1970 in Wien) ist ein österreichischer Wirtschaftswissenschaftler.

## Leben
Von 2000 bis 2007 war er Assistenzprofessor am Institut für Betriebswirtschaftslehre, Abteilung für Produktion und Logistik der Universität Wien. Von 2011 bis 2014 war er ordentlicher Professor am Institut für Produktions- und Logistikmanagement der Universität Linz. Seit 2014 ist er Professor für Betriebswirtschaftslehre / Produktion und Logistik mit internationaler Schwerpunktsetzung, Fachbereich Betriebswirtschaftslehre in Wien.
Seine Forschungsgebiete sind computergestützte Logistik und Transport, Lieferkettenmanagement, zusammengesetzte und integrierte Probleme in der Lieferkettenlogistik, Metaheuristik und hybride Suchtechniken, dynamische Probleme und generische Modellierung.